# LEA-белки
Белки позднего эмбриогенеза (LEA-белки, от англ. Late Embryogenesis Abundant) группа животных и растительных белков, защищающих другие клеточные белки от агрегации при дегидратации (потере воды) или осмотическом стрессе, связанном с низкими температурами.

## У растений
Первоначально было показано накопление LEA-белков на поздних этапах эмбрионального развитии семян хлопка. LEA-белки широко представлены в семенах и пыльце растений, поскольку эти структуры в ходе нормального процесса развития проходят через стадию дегидратации и криптобиоза.

## В других организмах
Тем не менее в настоящее время оказано, что LEA-белки защищают и клетки многих других организмов от повреждений при высыхании, охлаждении или при высокой солености воды (общей чертой всех перечисленных видов стресса является снижение активности воды в клетке и нарушение гидратации белков). Показано наличие LEA-белков у бактерии Deinococcus radiodurans, нематоды Caenorhabditis elegans, жаброногого ракообразного Artemia, а также у коловраток.

## Механизм защитного действия
Защитное действие LEA-белков по своему механизму отличаются от механизма характерного для белков теплового шока (шапероны). Хотя механизм индукции синтеза LEA-белков ещё полностью не изучен, предполагается, что важную роль в этом процессе могут играть конформационные изменения транскрипционных факторов или интегральных мембранных белков связанные с падением активности воды. Показано, что LEA-белки обеспечивают защиту митохондриальных мембран от повреждений при обезвоживании.